# The Original Mono Recordings
The Original Mono Recordings es una caja recopilatoria del músico estadounidense Bob Dylan, publicado por la compañía discográfica Columbia Records y Legacy Recordings en octubre de 2010. La caja incluye los primeros ocho álbumes de estudio de Dylan en sonido monoaural en nueve discos compactos, sin la inclusión del recopilatorio Bob Dylan's Greatest Hits. Además, la caja está acompañada de un libreto de 56 páginas con fotografías, información sobre la discografía de Dylan y un ensayo de Greil Marcus. Llegó al puesto 152 de la lista Billboard 200.

## Contenido
Durante comienzos de la década de 1960, el sonido monoaural era el principal medio de reproducción en la mayoría de tocadiscos, radios de coche y transistores. Aunque el sonido estereofónico estaba disponible desde finales de la década de 1950, los equipos para reproducirlos y el material necesario para mezclarlo en el estudio era muy caro, por lo que la industria discográfica continuó fabricando discos en mono a lo largo de la década. Tal y como escribió Greil Marcus en el ensayo que acompaña a The Original Mono Recordings: «Esta caja recoge los ocho primeros LPs de doce pulgadas de Bob Dylan... como la mayoría de la gente los escuchó, y como esperaban ser escuchados: en mono».
Por otra parte, la mezcla de los álbumes en mono fue la principal prioridad de Dylan y de sus productores en la época, siendo relegada la mezcla en estéreo al último momento. El productor Bob Johnston comentó sobre la mezcla de Blonde on Blonde a Steve Berkowitz, que supervisó la reedición de The Original Mono Recordings: «Lo mezclamos en mono probablemente durante tres o cuatro días, y luego dije: "Oh, mierda, tenemos que hacer el estéreo". De modo que yo y un par de tipos pusimos las manos sobre el tablero y ¡mezclamos ese hijo de perra en cuatro horas!».
La mayoría de los álbumes fueron remasterizados a partir de las cintas originales. Sin embargo, las cintas maestras de The Times They Are a-Changin' y Highway 61 Revisited no se pudieron encontrar, por lo que hubo que obtener nuevas cintas maestras a partir de las cintas originales, usando la primera impresión del vinilo como guía.
Las primeras compras de la caja recopilatoria permitieron una descarga gratuita del sencillo «Positively Fourth Street», así como el contenido de The Original Mono Recordings en mp3. «Positively Fourth Street» fue también incluida en el álbum The Best of the Original Mono Recordings, publicado de forma simultánea.

## Lista de canciones
Bob Dylan

Todas las canciones escritas y compuestas por Bob Dylan excepto donde se anota. 
| N.º | Título                            | Escritor(es)                | Duración |  |
| 1.  | «You're No Good»                  | Jesse Fuller                | 1:40     |  |
| 2.  | «Talkin' New York»                |                             | 3:20     |  |
| 3.  | «In My Time of Dyin'»             | trad. arr. Dylan            | 2:40     |  |
| 4.  | «Man of Constant Sorrow»          | trad. arr. Dylan            | 3:10     |  |
| 5.  | «Fixin' to Die»                   | Bukka White                 | 2:22     |  |
| 6.  | «Pretty Peggy-O»                  | trad. arr. Dylan            | 3:23     |  |
| 7.  | «Highway 51»                      | Curtis Jones                | 2:52     |  |
| 8.  | «Gospel Plow»                     | trad. arr. Dylan            | 1:47     |  |
| 9.  | «Baby, Let Me Follow You Down»    | trad. arr. Eric von Schmidt | 2:37     |  |
| 10. | «House of the Risin' Sun»         | trad. arr. Dave Van Ronk    | 5:20     |  |
| 11. | «Freight Train Blues»             | trad., Roy Acuff            | 2:18     |  |
| 12. | «Song to Woody»                   |                             | 2:42     |  |
| 13. | «See That My Grave Is Kept Clean» | Blind Lemon Jefferson       | 2:43     |  |

The Freewheelin' Bob Dylan
| N.º | Título                                 | Escritor(es)            | Duración |  |
| 1.  | «Blowin' in the Wind»                  |                         | 2:48     |  |
| 2.  | «Girl from the North Country»          |                         | 3:22     |  |
| 3.  | «Masters of War»                       |                         | 4:34     |  |
| 4.  | «Down the Highway»                     |                         | 3:27     |  |
| 5.  | «Bob Dylan's Blues»                    |                         | 2:23     |  |
| 6.  | «A Hard Rain's a-Gonna Fall»           |                         | 6:55     |  |
| 7.  | «Don't Think Twice, It's All Right»    |                         | 3:40     |  |
| 8.  | «Bob Dylan's Dream»                    |                         | 5:03     |  |
| 9.  | «Oxford Town»                          |                         | 1:50     |  |
| 10. | «Talkin' World War III Blues»          |                         | 6:28     |  |
| 11. | «Corrina, Corrina»                     | Tradicional             | 2:44     |  |
| 12. | «Honey, Just Allow Me One More Chance» | Bob Dylan, Henry Thomas | 2:01     |  |
| 13. | «I Shall Be Free»                      |                         | 4:49     |  |

The Times They Are a-Changin'
| N.º | Título                                 | Duración |  |
| 1.  | «The Times They Are a-Changin'»        | 3:15     |  |
| 2.  | «Ballad of Hollis Brown»               | 5:06     |  |
| 3.  | «With God on Our Side»                 | 7:08     |  |
| 4.  | «One Too Many Mornings»                | 2:41     |  |
| 5.  | «North Country Blues»                  | 4:35     |  |
| 6.  | «Only a Pawn in Their Game»            | 3:33     |  |
| 7.  | «Boots of Spanish Leather»             | 4:40     |  |
| 8.  | «When the Ship Comes In»               | 3:18     |  |
| 9.  | «The Lonesome Death of Hattie Carroll» | 5:48     |  |
| 10. | «Restless Farewell»                    | 5:32     |  |

Another Side of Bob Dylan
| N.º | Título                                                  | Duración |  |
| 1.  | «All I Really Want to Do»                               | 4:04     |  |
| 2.  | «Black Crow Blues»                                      | 3:14     |  |
| 3.  | «Spanish Harlem Incident»                               | 2:24     |  |
| 4.  | «Chimes of Freedom »                                    | 7:10     |  |
| 5.  | «I Shall Be Free No. 10»                                | 4:47     |  |
| 6.  | «To Ramona»                                             | 3:52     |  |
| 7.  | «Motorpsycho Nitemare»                                  | 4:33     |  |
| 8.  | «My Back Pages»                                         | 4:22     |  |
| 9.  | «I Don't Believe You (She Acts Like We Never Have Met)» | 4:22     |  |
| 10. | «Ballad in Plain D»                                     | 8:16     |  |
| 11. | «It Ain't Me Babe»                                      | 3:33     |  |

Bringing It All Back Home
| N.º | Título                                 | Duración |  |
| 1.  | «Subterranean Homesick Blues»          | 2:21     |  |
| 2.  | «She Belongs to Me»                    | 2:47     |  |
| 3.  | «Maggie's Farm»                        | 3:54     |  |
| 4.  | «Love Minus Zero/No Limit»             | 2:51     |  |
| 5.  | «Outlaw Blues»                         | 3:05     |  |
| 6.  | «On the Road Again»                    | 2:35     |  |
| 7.  | «Bob Dylan's 115th Dream»              | 6:30     |  |
| 8.  | «Mr. Tambourine Man»                   | 5:30     |  |
| 9.  | «Gates of Eden»                        | 5:40     |  |
| 10. | «It's Alright, Ma (I'm Only Bleeding)» | 7:29     |  |
| 11. | «It's All Over Now, Baby Blue»         | 4:12     |  |

Highway 61 Revisited
| N.º | Título                                             | Duración |  |
| 1.  | «Like a Rolling Stone»                             | 6:09     |  |
| 2.  | «Tombstone Blues»                                  | 5:58     |  |
| 3.  | «It Takes a Lot to Laugh, It Takes a Train to Cry» | 4:09     |  |
| 4.  | «From a Buick 6»                                   | 3:19     |  |
| 5.  | «Ballad of a Thin Man»                             | 5:58     |  |
| 6.  | «Queen Jane Approximately»                         | 5:31     |  |
| 7.  | «Highway 61 Revisited»                             | 3:30     |  |
| 8.  | «Just Like Tom Thumb's Blues»                      | 5:31     |  |
| 9.  | «Desolation Row»                                   | 11:21    |  |

Blonde on Blonde
| Disco uno |                                                       |          |  |
| N.º       | Título                                                | Duración |  |
| 1.        | «Rainy Day Women #12 & 35»                            | 4:36     |  |
| 2.        | «Pledging My Time»                                    | 3:50     |  |
| 3.        | «Visions of Johanna»                                  | 7:33     |  |
| 4.        | «One of Us Must Know (Sooner or Later)»               | 4:54     |  |
| 5.        | «I Want You»                                          | 3:07     |  |
| 6.        | «Stuck Inside of Mobile with the Memphis Blues Again» | 7:05     |  |
| 7.        | «Leopard-Skin Pill-Box Hat»                           | 3:58     |  |
| 8.        | «Just Like a Woman»                                   | 4:52     |  |

| Disco dos |                                                |          |  |
| N.º       | Título                                         | Duración |  |
| 1.        | «Most Likely You Go Your Way and I'll Go Mine» | 3:30     |  |
| 2.        | «Temporary Like Achilles»                      | 5:02     |  |
| 3.        | «Absolutely Sweet Marie»                       | 4:57     |  |
| 4.        | «4th Time Around»                              | 4:35     |  |
| 5.        | «Obviously 5 Believers»                        | 3:35     |  |
| 6.        | «Sad Eyed Lady of the Lowlands»                | 11:23    |  |

John Wesley Harding
| N.º | Título                                       | Duración |  |
| 1.  | «John Wesley Harding»                        | 2:58     |  |
| 2.  | «As I Went Out One Morning»                  | 2:49     |  |
| 3.  | «I Dreamed I Saw St. Augustine»              | 3:53     |  |
| 4.  | «All Along the Watchtower»                   | 2:31     |  |
| 5.  | «The Ballad of Frankie Lee and Judas Priest» | 5:35     |  |
| 6.  | «Drifter's Escape»                           | 2:52     |  |
| 7.  | «Dear Landlord»                              | 3:16     |  |
| 8.  | «I Am a Lonesome Hobo»                       | 3:21     |  |
| 9.  | «I Pity the Poor Immigrant»                  | 4:12     |  |
| 10. | «The Wicked Messenger»                       | 2:02     |  |
| 11. | «Down Along the Cove»                        | 2:23     |  |
| 12. | «I'll Be Your Baby Tonight»                  | 2:34     |  |

## Personal
| - Bob Dylan: voz, guitarra, armónica, piano y teclados - Bill Aikins: teclados (Blonde on Blonde) - George Barnes: bajo (The Freewheelin' Bob Dylan) - Mike Bloomfield: guitarra (Highway 61 Revisited) - John Boone: bajo (Bringing It All Back Home) - Harvey Brooks: bajo (Highway 61 Revisited) - Wayne Butler: trombón (Blonde on Blonde) - Kenneth Buttrey: batería (Blonde on Blonde y John Wesley Harding) - Howard Collins: guitarra (The Freewheelin' Bob Dylan) - Rick Danko: bajo (Blonde on Blonde) - Pete Drake: pedal steel guitar (John Wesley Harding) - Leonard Gaskin: bajo (The Freewheelin' Bob Dylan) - Al Gorgoni: guitarra (Bringing It All Back Home) - Bobby Gregg: batería (Bringing It All Back Home, Highway 61 Revisited y Blonde on Blonde) - Paul Griffin: piano y teclados (Bringing It All Back Home); órgano y piano (Highway 61 Revisited y Blonde on Blonde) - John P. Hammond: guitarra (Bringing It All Back Home) - Jerry Kennedy: guitarra (Blonde on Blonde) - Al Kooper: órgano y piano (Highway 61 Revisited); órgano y guitarra (Blonde on Blonde) - Bruce Langhorne: guitarra (The Freewheelin' Bob Dylan y Bringing It All Back Home) - Sam Lay: batería (Highway 61 Revisited) - Bill Lee: bajo (Bringing It All Back Home) - Herb Lovelle: batería(The Freewheelin' Bob Dylan) - Joseph Macho, Jr.: bajo (Bringing It All Back Home) - Charlie McCoy: guitarra (Highway 61 Revisited); bajo, guitarra, armónica y trompeta (Blonde on Blonde); bajo (John Wesley Harding) - Wayne Moss: guitarra y coros (Blonde on Blonde) - Frank Owens: piano (Bringing It All Back Home y Highway 61 Revisited) - Gene Ramey: contrabajo (The Freewheelin' Bob Dylan) - Kenny Rankin guitarra (Bringing It All Back Home) - Hargus "Pig" Robbins: piano y teclados (Blonde on Blonde) - Robbie Robertson: guitarra y coros(Blonde on Blonde) - Russ Savakus: bajo (Highway 61 Revisited) - John B. Sebastian: bajo (Bringing It All Back Home) - Henry Strzelecki: bajo (Blonde on Blonde) - Joe South: bajo y guitarra (Blonde on Blonde) - Dick Wellstood: piano (The Freewheelin' Bob Dylan) | Personal técnico - John Berg: fotografía (John Wesley Harding) - Charlie Bragg: ingeniero de sonido (John Wesley Harding) - John H. Hammond: productor (Bob Dylan y The Freewheelin' Bob Dylan) - Nat Hentoff: notas del álbum (The Freewheelin' Bob Dylan) - Don Hunstein: fotografía de portada (The Freewheelin' Bob Dylan) - Bob Johnston: productor (Highway 61 Revisited, Blonde on Blonde y John Wesley Harding) - Daniel Kramer: fotografía (Bringing It All Back Home y Highway 61 Revisited) - Jerry Schatzberg: fotografía de portada (Blonde on Blonde) - Tom Wilson: productor (The Freewheelin' Bob Dylan, The Times They Are a-Changin', Another Side of Bob Dylan, Bringing It All Back Home, y «Like a Rolling Stone» on Highway 61 Revisited) |

## Posición en listas
| País           | Lista                | Posición |
| -------------- | -------------------- | -------- |
| Alemania       | Media Control Charts | 58       |
| Estados Unidos | Billboard 200        | 152      |
| Estados Unidos | Top Rock Albums      | 47       |
| Países Bajos   | Mega Albums Top 100  | 100      |
| Reino Unido    | UK Albums Chart      | 157      |
| Suecia         | Albums Top 60        | 42       |